# Trần Đức Lương
Trần Đức Lương (Phổ Khánh, 5 maggio 1937 – Hanoi, 20 maggio 2025) è stato un politico vietnamita, presidente della Repubblica socialista del Vietnam dal 24 settembre 1997 al 24 giugno 2006.

## Biografia
Nato a Phổ Khánh, comune del distretto di Đức Phổ nella provincia di Quang Ngai, il 5 maggio 1937. Si spostò ad Hanoi nel 1955 per studiare geologia all'Università di estrazione e geologia di Hanoi, dove lavorò come cartografo.
Aderì al partito comunista nel 1959, e ne divenne funzionario di partito negli anni settanta, nel 1987 divenne vice primo ministro.
Membro del politburo del partito comunista fin dal 1996, fu eletto presidente della repubblica socialista del Vietnam il 24 settembre del 1997 e rieletto per un secondo mandato nel 2002.
Il 24 giugno del 2006 rassegnò le dimissioni insieme al primo ministro Phan Văn Khải. Il suo posto fu preso da Nguyễn Minh Triết.